# تینیاگالا
تینیاگالا (به لاتین: Tiniyagala) یک منطقهٔ مسکونی در سری‌لانکا است که در استان مرکزی (سری‌لانکا) واقع شده‌است.